# Erich Nikutowski
Erich Nikutowski (* 8. November 1872 in Düsseldorf; † 5. Januar 1921 in Kaub am Rhein) war ein deutscher Landschaftsmaler, Radierer und Lithograf der Düsseldorfer Schule.

## Leben

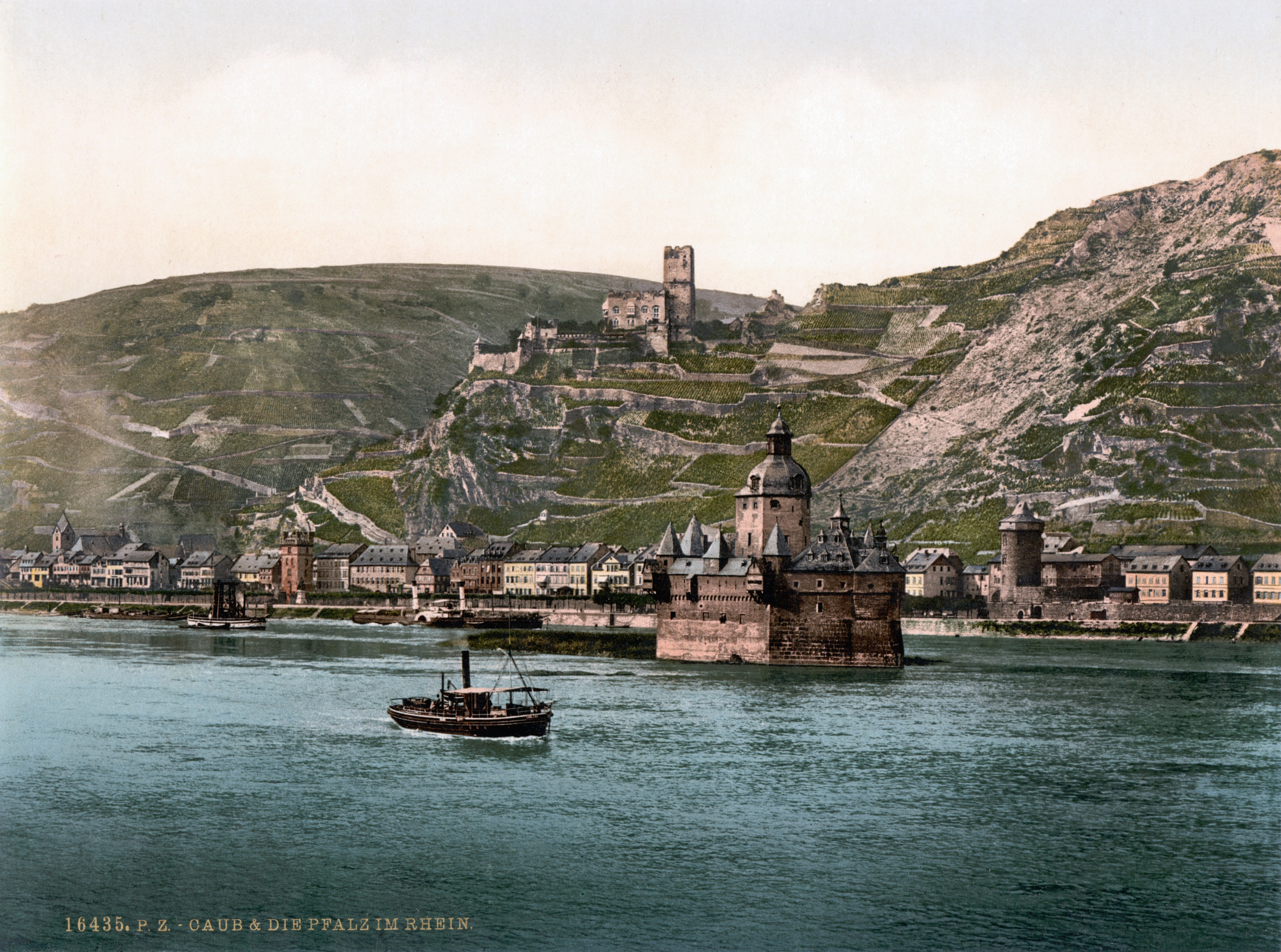
Postkartenansicht von Kaub um 1900

Nikutowski wurde als Sohn des aus Ostpreußen gebürtigen Genre- und Schlachtenmalers Arthur Nikutowski in Düsseldorf geboren. 1880 wurde sein Vater Lehrer für Anatomie an der Kunstakademie Düsseldorf, ein Amt, das er bis zu seinem Tod im Jahr 1888 ausübte. Erich Nikutowski studierte Malerei an der Düsseldorfer Akademie unter Johann Peter Theodor Janssen und Eugen Dücker. Von 1899 bis 1921 lebte er in Kaub am Rhein, wo er im Hotel „Zum Turm“ wohnte. Dort fand der Dücker-Schüler seine Motive: Landschaften des Rheins und seiner Nebenflüsse sowie Dorf- und Stadtansichten. Die oft herbstlich und melancholisch gestimmten Bilder trugen ihm den Beinamen „Maler des Herbstes“ ein. Lithografien Nikutowskis finden sich in verschiedenen Ausgaben der Kunst- und Kulturzeitschrift Die Rheinlande und in den Steinzeichnungen deutscher Maler, die Wilhelm Schäfer 1904 herausgab.
Nikutowskis Bilder lokaler Sehenswürdigkeiten schmückten zu Beginn der 1920er Jahre auch Notgeldscheine, die im Freistaat Flaschenhals ausgegeben worden waren.
Ein enger Freund des als „Spaßvogel“ in den Künstlervereinigungen Laetitia und Malkasten sowie an Düsseldorfer Künstler- und Literatenstammtischen bekannten Malers war der Schriftsteller Hermann Harry Schmitz. Zusammen mit den Malern Carl Becker, Theodor Funck, Heinrich Heimes und Claus Meyer gehörte Nikutowski zu den Gründern der Vereinigung von 1899, die sich von der 1891 gegründeten Freien Vereinigung Düsseldorfer Künstler abspaltete. Im April 1921 widmete der Kölnische Kunstverein dem früh Verstorbenen eine Gedächtnisausstellung. Zu den Ausstellungen, auf denen Nikutowski mit seinen Bildern zu Lebzeiten vertreten war, zählen die Große Berliner Kunstausstellung 1909 und die Große Kunstausstellung Düsseldorf 1911.

## Werke (Auswahl)
- Das alte Rüdesheim, 1908

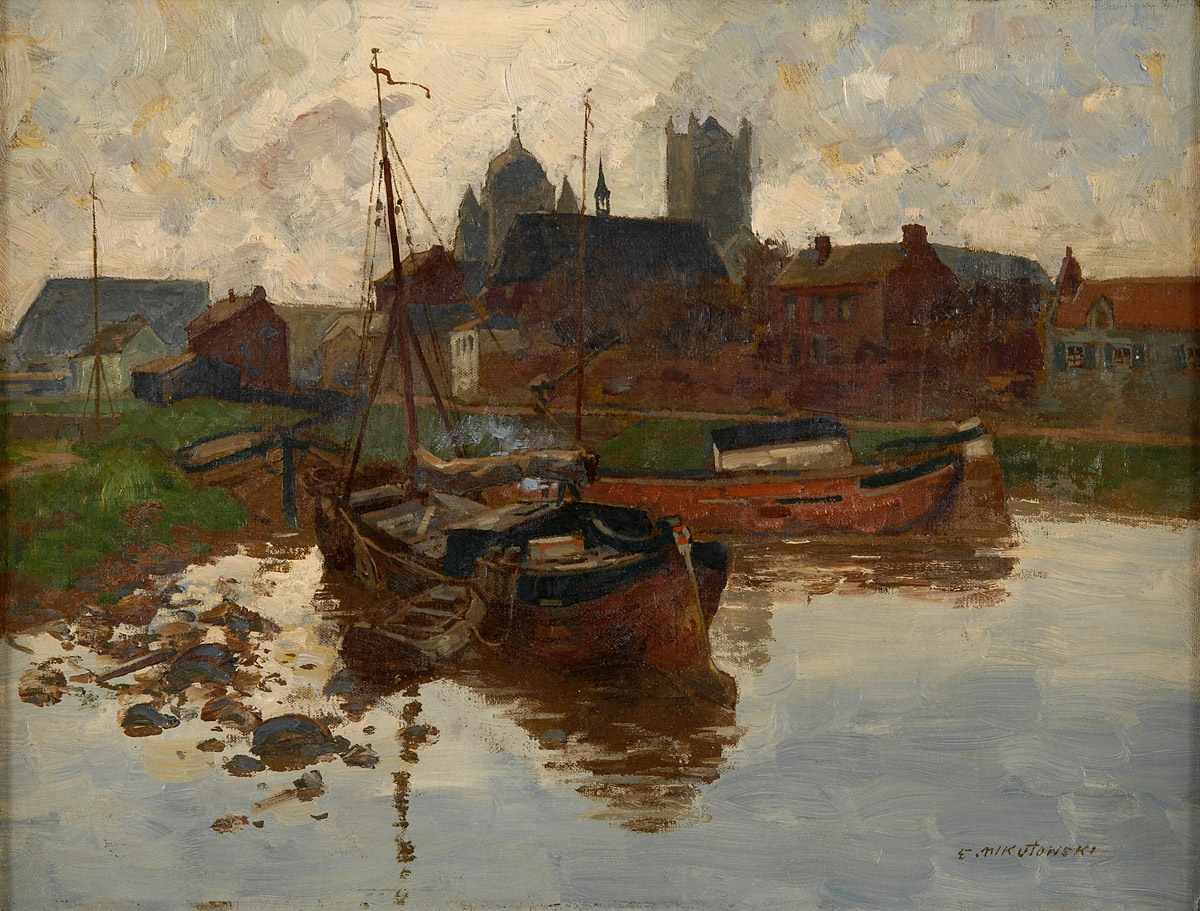
Alter Hafen von Neuss mit Blick auf St. Quirinus, um 1915

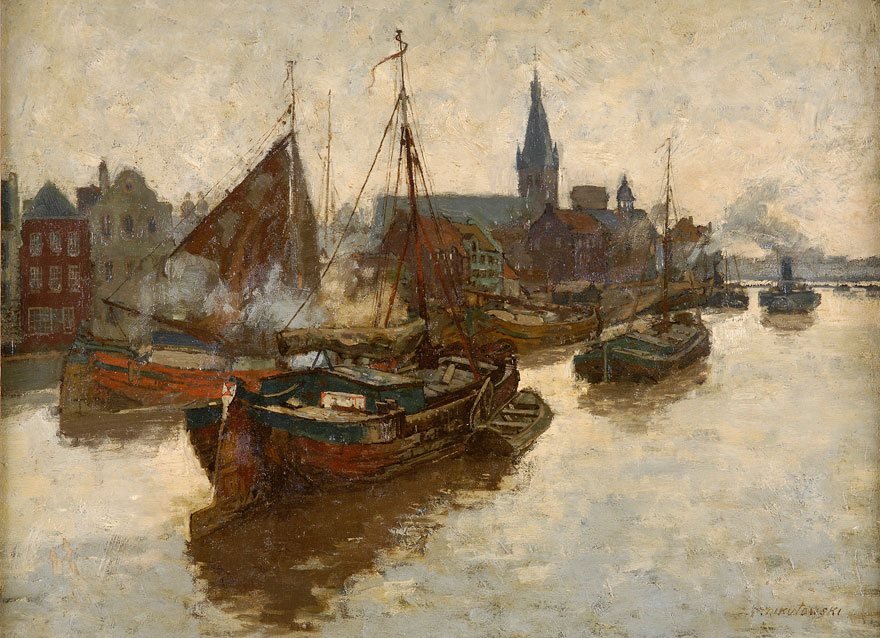
Alt-Düsseldorf

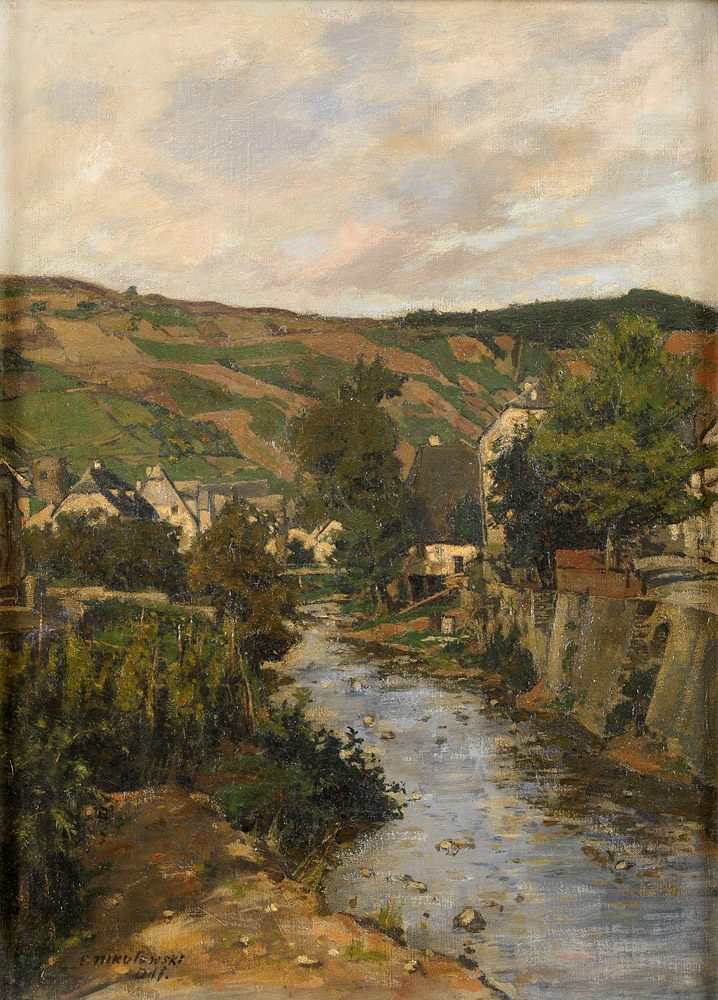
Sommerliche Dorfansicht

- Alter Hafen von Neuss mit Blick auf St. Quirinus, um 1915, Clemens-Sels-Museum, Neuss[12]
- Alt Düsseldorf
- Ansicht von Neuss
- Sommerliche Dorfansicht
- Haus Dönhoff in Wengern mit dem Haus Mallinckrodt
- Dorfkirche
- Die Schnellenburg
- Oberkaufungen in Hessen
- Nur am Rheine will ich leben, Lithografie